# 宫崎敬介
宮﨑敬介（日语：宮﨑 敬介／みやざき けいすけ，1970年—）是一名日本版画家。名字通常标记为

## 概要
1970年出生于埼玉县所泽市，動畫師宮﨑駿与大田朱美的次子。因受版画家柄澤齊作品的感動，在武藏野美術大學造形学部的学习中开始独自研习木口木版画。畢業後以版画家身份活動，持续创作木口木版画。平时因父親是著名动画导演之故，低调从事创作活动，部分作品被提供给父亲相关联的作品使用。

## 人物・家族
其父为日本知名动画导演宮﨑駿。另外，環境设计师出身的长兄宮﨑吾朗目前也担任动画导演。

## 簡歷
- 1970年 在埼玉县出生。
- 1990年 入读武藏野美術大學造形学部空間演出设计科。
- 1994年 同校毕业。
- 1995年 制作动画电影《耳をすませば》用的「在监狱里作小提琴的工匠」。
- 1996年 木口木版画展「MOONSHINE」（微缩画廊）
- 1997年 ザイログラフィア木口木版画7人展（ガレリアグラフィカ）宮崎敬介木口木版画展（加藤京文堂）
- 2000年 木口木版画展「PLANET」（微缩画廊）
- 2001年 木口木版画展「wood engraving　放浪時代」（松明堂画廊）
- 2002年 制作三鷹之森吉卜力美術館展示用的木口木版画。
- 2003年 堀田善衛《路上の人》《聖者の行進》《時代と人間》の表紙版画を制作。木口木版画展「プラネット」（微缩画廊）
- 2004年 木口木版画展「calling」（松明堂画廊）
- 2006年 木口木版画展「サイレンス」（微缩画廊）
- 2007年 木口木版画・銅版画　宮崎敬介・佐藤妙子展（松明堂画廊）